# Лаутерах (Алб-Донау-Крајс)
Лаутерах (њем. Lauterach) општина је у њемачкој савезној држави Баден-Виртемберг. Једно је од 55 општинских средишта округа Алб-Донау-Крајс. Према процјени из 2010. у општини је живјело 589 становника. Посједује регионалну шифру (AGS) 8425073.

## Географски и демографски подаци
Лаутерах се налази у савезној држави Баден-Виртемберг у округу Алб-Донау-Крајс. Општина се налази на надморској висини од 518 метара. Површина општине износи 13,8 km². У самом мјесту је, према процјени из 2010. године, живјело 589 становника. Просјечна густина становништва износи 43 становника/km².

## Међународна сарадња
| Мјесто   | Држава   | Врста сарадње | Од    |
| -------- | -------- | ------------- | ----- |
| Естергом | Мађарска | партнерство   | 1993. |
| Извор    |          |               |       |